# Castelo de Lincoln

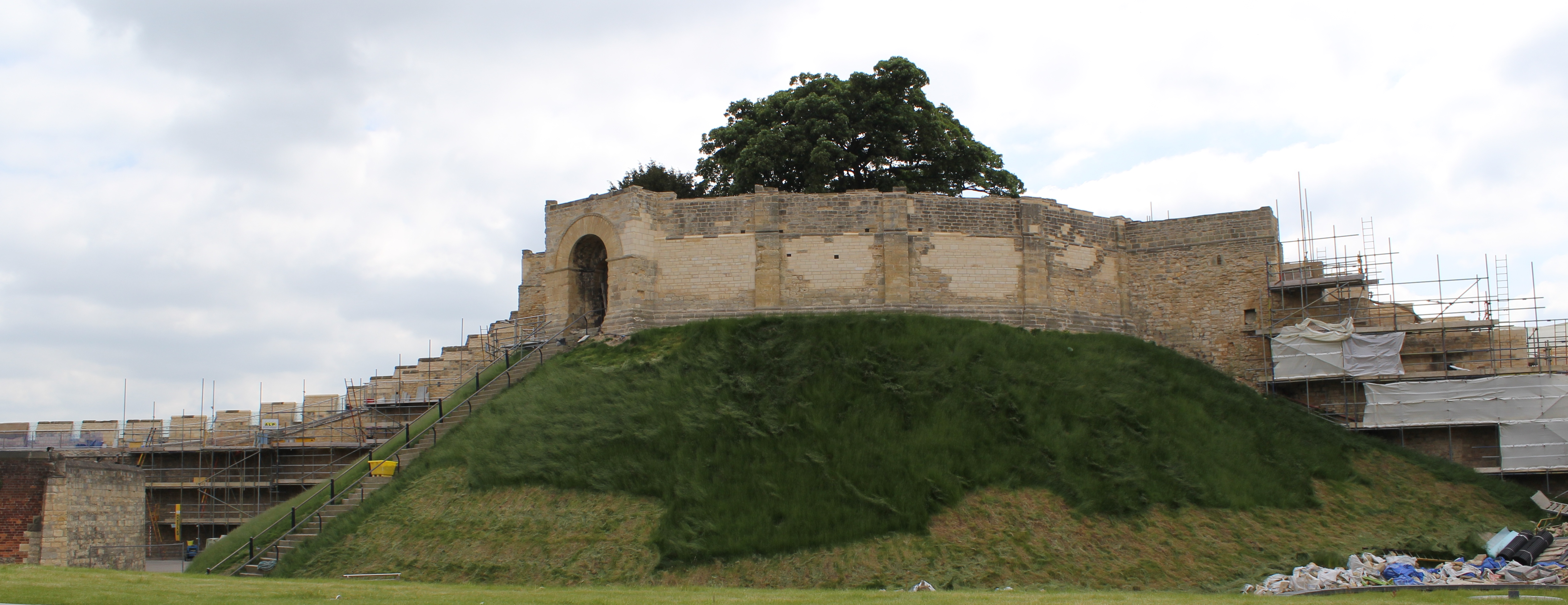
A Torre Lucy em 2013, momento em que o castelo estava passando por um programa de renovação.

O Castelo de Lincoln foi construído em Lincoln, Inglaterra, durante o final do século XI por Guilherme, o Conquistador, no local de uma fortaleza romana preexistente. É um dos dois únicos castelos desse tipo no país, sendo o outro em Lewes, em East Sussex. O Castelo de Lincoln permaneceu em uso como prisão e tribunal até os tempos modernos e é um dos castelos mais bem preservados da Inglaterra; os tribunais da coroa continuam até hoje. Está aberto ao público na maioria dos dias da semana e é possível caminhar em volta das muralhas, de onde se avistam o complexo do castelo, a catedral, a cidade e a paisagem circundante. O castelo agora é propriedade do Lincolnshire County Council.

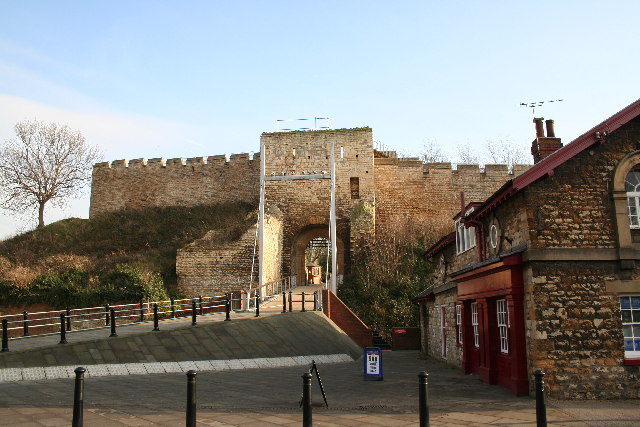
O exterior do portão oeste, que foi reconstruído na década de 1230. Bloqueado por séculos, foi reaberto em 1992

## História

### História antiga
Depois que Guilherme, o Conquistador, derrotou Haroldo Godwinson e os ingleses na Batalha de Hastings no dia 14 de outubro de 1066, ele continuou a enfrentar resistência ao seu governo no norte da Inglaterra. Por vários anos, a posição de William foi muito insegura. A fim de projetar sua influência para o norte para controlar o povo de Danelaw (uma área que esteve por um tempo sob o controle de colonos escandinavos), ele construiu uma série de castelos importantes no norte e no centro da Inglaterra: incluindo os de Cambridge, Huntingdon, Lincoln, Nottingham, Warwick e Iorque.
Quando William chegou a Lincoln (um dos maiores assentamentos do país), ele encontrou um centro comercial e comercial Viking com uma população de 6.000 a 8.000. Os restos da antiga fortaleza romana murada de Lindum Colonia (fonte do nome 'Lincoln'), localizada a 60 metros (200 ft) acima da zona rural a sul e oeste, revelou-se uma posição estratégica ideal para construir um novo castelo. Lincoln também foi uma encruzilhada estratégica vital das seguintes rotas (em grande parte as mesmas rotas que influenciaram a localização do forte romano):
- Rua Ermine - uma das principais estradas romanas e a principal rota norte-sul da Inglaterra, conectando Londres e York.
- Fosse Way - outra importante rota romana conectando Lincoln com a cidade de Leicester e o sudoeste da Inglaterra.
- O vale do rio Trento (a oeste e sudoeste) - um grande rio que dá acesso ao rio Ouse e, portanto, a principal cidade de York.
- O rio Witham - um canal ligado ao rio Trent (através do Fossdyke canal romano em Torksey) e para o Mar do Norte através da lavagem.
- The Lincolnshire Wolds - uma área montanhosa a nordeste de Lincoln, com vista para o Lincolnshire Marsh além.

Um castelo aqui poderia proteger várias das principais rotas estratégicas e fazer parte de uma rede de fortalezas do reino normando, na antiga Mércia dinamarquesa, aproximadamente a área hoje conhecida como East Midlands, para controlar o país internamente.

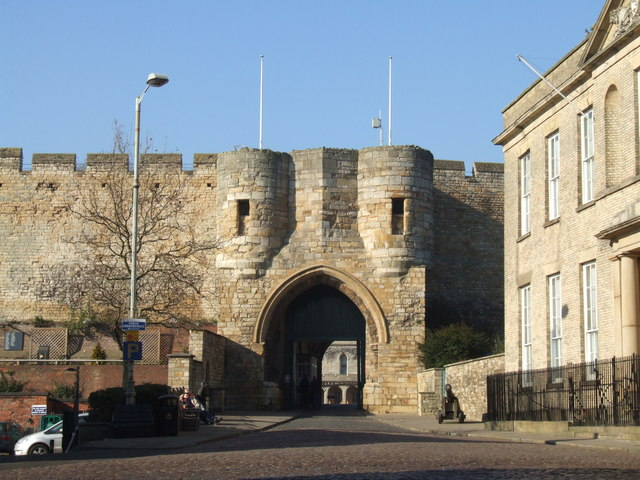
O exterior do portão leste

O Domesday Survey de 1086 registra diretamente 48 castelos na Inglaterra, com dois em Lincolnshire, incluindo um em Lincoln. Construir um castelo dentro de um assentamento existente às vezes significava que as estruturas existentes tinham que ser removidas: dos castelos mencionados no Domesday Book, treze incluíam referências a propriedades sendo destruídas para abrir caminho para o castelo. No caso de Lincoln, 166 "residências desocupadas" foram demolidas para limpar a área na qual o castelo seria construído.
O trabalho na nova fortificação foi concluído em 1068. Provavelmente no início foi construída uma fortaleza de madeira, que mais tarde foi substituída por uma de pedra muito mais forte. Lincoln Castle é muito incomum por ter dois mottes, o único outro exemplo sobrevivente de tal projeto sendo em Lewes. A sul, onde a muralha romana se ergue à beira de uma encosta íngreme, foi retida parcialmente como parede de cortina e parcialmente como revestimento que retém os mottes. No oeste, onde o solo é mais nivelado, a muralha romana foi enterrada dentro de uma muralha de terra e se estendeu para cima para formar a muralha do castelo normando. O portão oeste romano (no mesmo local que o portão oeste do castelo) foi escavado no século XIX mas começou a desmoronar com a exposição e foi enterrado novamente.
O castelo foi o foco das atenções durante a Primeira Batalha de Lincoln em 2 de fevereiro de 1141, durante a luta entre o Rei Estêvão e a Imperatriz Matilda sobre quem deveria ser o monarca na Inglaterra. Uma nova torre, chamada Torre Lucy, foi construída no local.

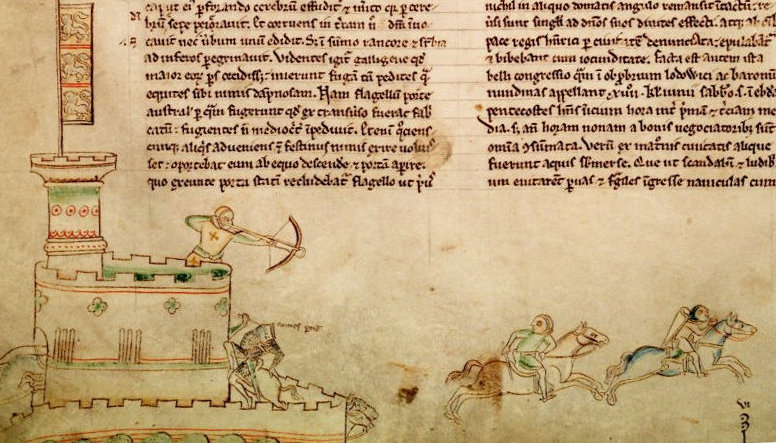
Lincoln Castle (à esquerda), mostrado durante a Segunda Batalha de Lincoln, conforme ilustrado por Matthew Paris. Os três leões da fama do futebol inglês podem ser vistos no banner à esquerda.

O Castelo de Lincoln foi novamente sitiado antes da Segunda Batalha de Lincoln, em 20 de maio de 1217, durante o reinado de Henrique III da Inglaterra, durante a Primeira Guerra dos Barões . Este foi o período de luta política que se seguiu à selagem da Carta Magna em 15 de junho de 1215. Depois disso, uma nova barbacã foi construída nos portões oeste e leste.  Em 1375, uma certa Agatha Lovel - "notoriamente suspeita" do assassinato de seu mestre, Sir William de Cantilupe - escapou da justiça subornando seus carcereiros do Castelo de Lincoln, onde estava presa aguardando julgamento. Os oficiais de justiça, Thomas Thornhaugh e John Bate, foram posteriormente presos e julgados por permitirem que Agatha escapasse à justiça, mas foram perdoados ou absolvidos.

### História posterior
Como em Norwich e outros lugares, o castelo foi usado como um local seguro para estabelecer uma prisão (prisão; prisão). Em Lincoln, a prisão foi construída em 1787 e ampliada em 1847 – a Casa do Governador de 1787 e a Prisão de 1847 são agora edifícios classificados como patrimônio de Grau II *. A antiga prisão é um edifício de pedra de três andares com 15 baias e está conectada à Casa do Governador do século XVIII por meio de uma capela de prisão de um andar.
Aos devedores presos era permitido algum contato social, mas o regime dos criminosos era de isolamento, de acordo com o sistema separado. Consequentemente, o assento na capela da prisão é projetado para envolver cada prisioneiro individualmente, de modo que o pregador pudesse ver a todos, mas cada um pudesse ver apenas ele. Em 1878, o sistema foi desacreditado e os presos foram transferidos para a nova prisão na periferia leste de Lincoln.  A prisão no castelo foi deixada sem uso até que os Arquivos de Lincolnshire foram alojados em suas celas.
William Marwood, o carrasco do século XIX, executou sua primeira execução em Lincoln. Ele usou a queda longa, projetada para quebrar o pescoço da vítima em vez de estrangulá-la, para executar Fred Horry em 1872. Até 1868, os prisioneiros eram enforcados publicamente na torre mural no canto nordeste da parede cortina, com vista para a cidade alta.
Partes da prisão são abertas como um museu, incluindo a capela do século XIX, que afirma ser a única remanescente no mundo projetada para o sistema separado (cada assento fechado). A prisão tem sido usada como local de filmagem, por exemplo, para a série de televisão Downton Abbey da ITV.
Em 2012, o projeto "Lincoln Castle Revealed", um programa de renovação de três anos, teve início no castelo. O trabalho envolveu a criação de um novo centro de exposições no qual exibir a cópia da Magna Carta de Lincoln, construção de instalações para visitantes e abertura ao público de seções da prisão dentro do castelo. O esquema foi concluído em abril de 2015 para coincidir com o 800º aniversário do selo da Magna Carta. A Carta Magna do Castelo de Lincoln é um dos quatro originais sobreviventes, selado pelo rei João após seu encontro com os Barões em Runnymede em 1215, e é acompanhada por uma exposição que explica a origem da Carta Magna e seus efeitos de longo alcance.

### Layout e arquitetura
O Castelo de Lincoln é delimitado por uma parede cortina de pedra, com valas em todos os lados, exceto no sul. Desde o início, as paredes externas que circundam o local foram construídas em pedra e datam de antes de 1115. No lado sul, as paredes são interrompidas por dois montes de terra chamados mottes. Um está no canto sudeste e provavelmente era uma característica original do castelo de Guilherme, o Conquistador, enquanto o outro ocupa o canto sudoeste. Uma torre quadrada, a Torre do Observatório, fica no topo do primeiro monte, erguendo-se acima das paredes externas para dominar a cidade de Lincoln. O segundo monte é coroado pela 'Torre Lucy', que provavelmente foi construída no século XII e foi nomeada em homenagem a Lucy de Bolingbroke, a condessa de Chester até 1138.
O terreno também contém restos da cruz Eleanor de Lincoln,  uma janela oriel movida de Sutton Hall e incorporada ao portão principal, e o busto de George III do Dunston Pillar.
No lado oeste do local do castelo está um edifício coberto de hera construído em 1823 como os tribunais de Assize. Isso ainda é usado hoje como Lincoln Crown Court.

### Outras defesas
Outras obras defensivas medievais em Lincoln foram registradas, mas não existem mais.
- Um conjunto de bancos de terra, associados a um ou outro dos cercos, situava-se no local onde se erguem os relvados, a oeste do castelo.[22]
- O Castelo Thorngate ficava perto do rio, formando o canto sudeste das muralhas da cidade. Existia em 1141, mas foi demolido em 1151.[22][23]